# Cibet
Cibet (cibét) je ostře páchnoucí látka vylučovaná cibetkami z pachových žláz ležících u pohlavního ústrojí. Produkují ji jak samci, tak samice. 

## Výroba
Cibet vylučuje několik zástupců čeledi cibetkovití. Mezi nimi například cibetka africká (Civettictis civetta), cibetka asijská (Viverra zibetha) a cibetka malá (Viverricula indica). Většina dnešní produkce je soustředěna v Africe, kde jsou cibetky chovány v klecích. Cibetka africká vyprodukuje v zhruba 3–5 g cibétu týdně. V roce 2000 se cena cibétu pohybovala kolem 500 dolarů za půl kila.
Cibet je měkká polotekutá látka. V čerstvém stavu je barva žlutavá. Při vystavení světlu postupně hnědne a konzistence se mění v pastovitou. Jeho vůně je velmi silná, v koncentrované podobě dokonce odpudivá, ale při zředění je příjemně a sladce aromatická. Pro použití v parfumerii se extrahuje pomocí rozpouštědel. Výsledný produkt má více podob podle koncentrace a konzistence.

## Složení
Typický pach cibetu je způsoben civetonem, jehož koncentrace se pohybuje od 2,5 do 3,4 procent. Obsahuje také spoustu dalších ketonů, například cyklopentadekanon, cyklohexadekanon, cykloheptadekanon a cis-6-cykloheptadecenon. Zvířecí pach je způsoben skatolem a indolem, které jsou v něm obsažené zhruba v jednom procentu.